# Bande des 80 mètres
La bande 3,5 MHz désignée aussi par sa longueur d'onde : 80 mètres, est une bande du service radioamateur destinée à établir des radiocommunications de loisir. Cette bande est utilisable pour le trafic radio régional et national. Cette bande est utilisable pour les radiocommunications continentales lorsqu’il fait nuit entre le lieu d’émission et de réception.

Antenne monopôle NVIS de toit pour le trafic radio régional.

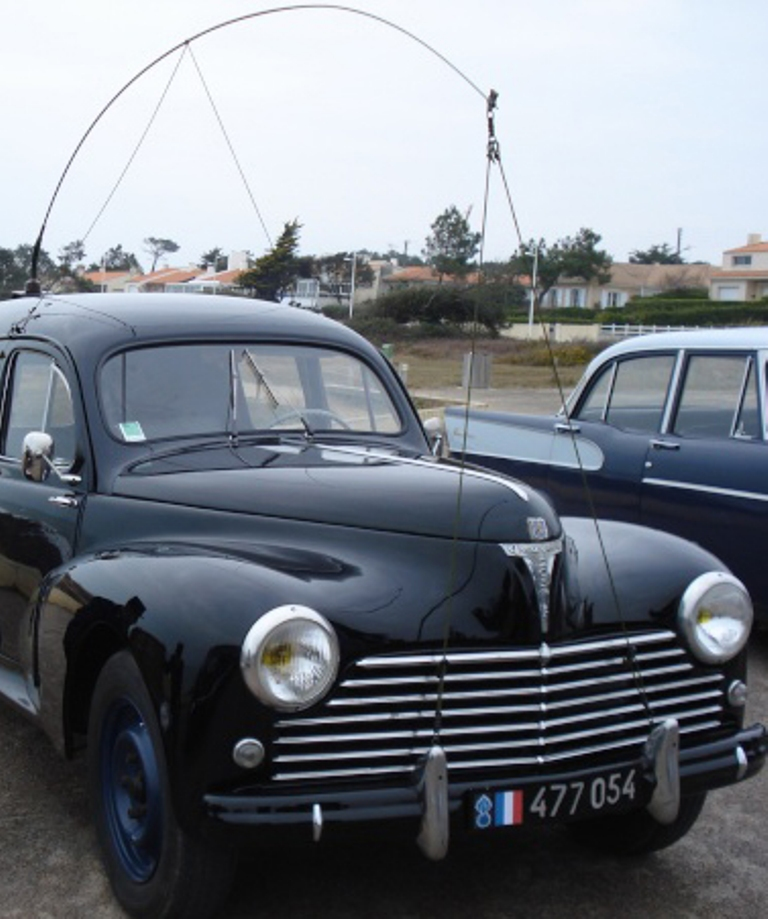
Antennes NVIS bande 3.4 MHz à 4 MHz.

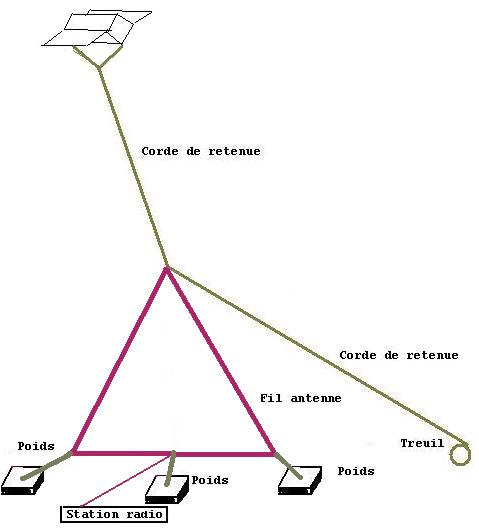
Cerf-volant porte antenne delta-loop.

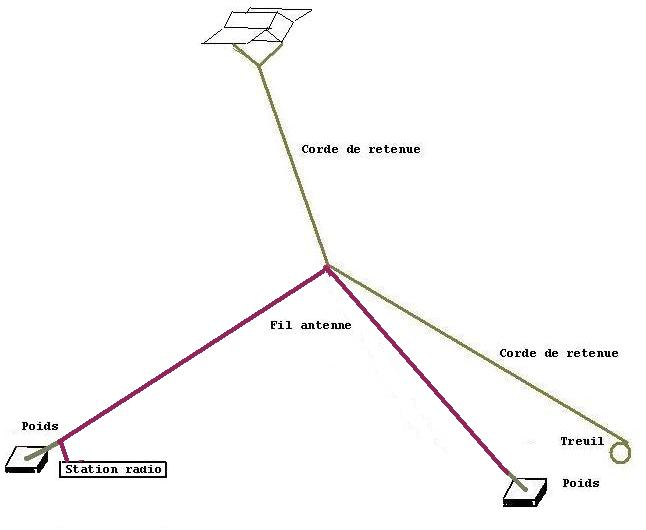
Cerf-volant portant une antenne en L renversé pour les radiocommunications.

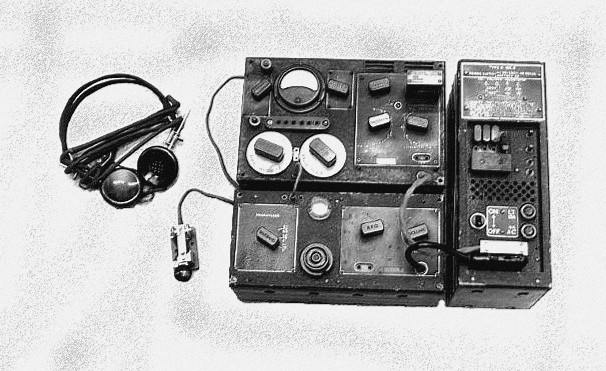
Stations de radio de la Résistance.

## La bande des 80 mètres dans le monde
- la bande des "80 mètres" de 3,5 MHz à 3,8 MHz en Europe, l'ouest du Moyen-Orient, Afrique, le nord de l'Asie (région 1 UIT)[1].
- la bande des "80 mètres" de 3,5 MHz à 4 MHz en Amérique et au Groenland, (région 2 UIT).
- la bande des "80 mètres" de 3,5 MHz à 3,9 MHz en Océanie et Asie, (région 3 UIT).

### Tableau de la bande des 80 mètres
| Bande des 80 mètres | 3500 3570 | 3570 3600 | 3600 3620 | 3620 3800 |
| ------------------- | --------- | --------- | --------- | --------- |
| IARU Region 1       |           |           |           |           |

Légende
|  | = CW, data (Bande passante <200 Hz)                                          |
|  | = CW, RTTY, Digimodes (Bande passante <500 Hz)                               |
|  | = CW, RTTY, Digimodes, sans SSB (Bande passante <2,7 kHz)                    |
|  | = CW, radiotéléphonie, image (Bande passante <3 kHz)                         |
|  | = CW, radiotéléphonie, image (Bande passante <3 kHz)                         |
|  | = CW, Digimodes, packet, FM, radiotéléphonie, image (Bande passante <20 kHz) |
|  | = CW, RTTY, Digimodes, test, radiotéléphonie, image                          |
|  | = Balises                                                                    |

## La bande des 80 mètres enEurope
Les sous-bandes recommandées par l'IARU région 1 dans la bande des "80 mètres" sont les suivantes :
- 3,5 MHz à 3,58 MHz Radiotélégraphie
- 3,58 MHz à 3,6 MHz Radiotélégraphie, digimodes
- 3,6 MHz à 3,8 MHz Radiotéléphonie en LSB.

## Historique
- Le 5 mars 1907 parut le décret qui classait les stations radiotélégraphiques en catégories et prévoyait des autorisations accordées par l'administration des PTT pour l'installation des stations privées et d'installations des stations temporaires.
- Le 1er juillet 1913: Application de Convention de Londres[2]. La longueur d'onde 80 mètres de fréquence 3 750 kHz : est pour des stations radios expérimentales. Émission à des fins scientifiques.
- Cette bande d'amateurs de T.S.F. de 75 mètres à 85 mètres (environ: 3,5 MHz à 4 MHz) est créé le 1er janvier 1929 par la Conférence de Washington puis La Haye.
- 1929 en France avec une bande de 85,71 mètres à 83,33 mètres (environ: 3,5 MHz à 3,6 MHz).

## La manœuvre d’une station radioamateur
Pour manœuvrer une station radioamateur dans la bande de 80 mètres, il est nécessaire de posséder un Certificat d'opérateur du service amateur de classe HAREC.

## Répartition des fréquences de la bande de 3,5 MHz à 3,8 MHz
La bande de 3,5 MHz à 3,8 MHz est partagée entre plusieurs services.
| Fréquences en kHz | Utilisations radioamateur et Modes |
| ----------------- | --- |
|                   | |
| 3 500 à 3 503     | Radioamateurs liaison intercontinentales en radiotélégraphie, armée, société en USB/CW/Digimodes                                                |
| 3 503             | Navire à navire en grande pêche (hauturière plus de 20 jours de mer) P maxi 400 W en USB                                                        |
| 3 503 à 3 509     | Maritime, pêche. Radioamateurs liaison intercontinentales en télégraphie, armée, en USB/CW/Digimodes                                            |
| 3 509             | Navire à navire en pêche au large (moins de 20 jours de mer) P maxi 400 W en USB                                                                |
| 3 509 à 3 510     | Radioamateurs liaison intercontinentales en télégraphie, armée, organisation diverse en USB/CW/Digimodes                                        |
| 3 510 à 3 512     | Radioamateurs bande des 80M, armée, société, organisation diverse en USB/CW/Digimodes                                                           |
| 3 512             | Fréquence de travail maritime mobile de commerce ou de plaisance P maxi 400 W en USB                                                            |
| 3 512 à 3 515     | Radioamateurs bande des 80M, armée, société, organisation diverse en USB/CW/Digimodes                                                           |
| 3 515             | Navire à navire en grande pêche (hauturière plus de 20 jours de mer) P maxi 400 W en USB                                                        |
| 3 515 à 3 525     | Maritime mobile, Radioamateurs bande des 80M, armée, gendarmerie, société en USB/CW/Digimodes                                                   |
| 3 525             | Fréquence pour la chasse au renard et radiogoniométrie sportive en CW/AM                                                                        |
| 3 525 à 3 530     | Maritime mobile, Radioamateurs bande des 80M, armée, gendarmerie, société en USB/CW/Digimodes                                                   |
| 3 530             | Fréquence préférentielles pour le trafic IOTA en radiotélégraphie en CW et canal maritime mobile P maxi 400 W en USB                            |
| 3 530 à 3 533     | Radioamateurs bande des 80M, armée, gendarmerie, société en USB/CW/Digimodes                                                                    |
| 3 533             | Navire à navire en grande pêche (hauturière plus de 20 jours de mer) et antipollution en USB                                                    |
| 3 533 à 3 539     | Radioamateurs bande des 80M, armée, gendarmerie, société, organisation diverse en USB/CW/Digimodes                                              |
| 3 539             | Navire à navire en pêche au large (moins de 20 jours de mer) P maxi 400 W en USB                                                                |
| 3 539 à 3 545     | Maritime mobile. Radioamateurs bande des 80 m, armée, gendarmerie, société en USB/CW/Digimodes                                                  |
| 3 545             | Informations radioamateurs UFT 1er jeudi du mois a 21 h locale; bande des 80 mètres en CW                                                       |
| 3 545 à 3 550     | Maritime mobile. Radioamateurs bande des 80 m, armée, gendarmerie, société en USB/CW/Digimodes                                                  |
| 3 550             | Fréquence d’appel en radiotélégraphie (radioamateurs) en CW et en France: matin 6 h 30 à 8 h radioamateurs en AM                                |
| 3 551             | Navire à navire en grande pêche (hauturière plus de 20 jours de mer) P maxi 400 W en USB                                                        |
| 3 551 à 3 555     | Maritime mobile. Radioamateurs bande des 80 m, armée, gendarmerie, société en USB/CW/Digimodes                                                  |
| 3 555             | Radioamateurs en télégraphie lente, bande des 80 mètres en CW                                                                                   |
| 3 555 à 3 560     | Maritime mobile. Radioamateurs bande des 80 M, armée, gendarmerie, société en USB/CW/Digimodes                                                  |
| 3 560             | Radioamateurs en radiotélégraphie en faible puissance, bande des 80 mètres en CW                                                                |
| 3 560 à 3 566     | Maritime mobile. Radioamateurs bande des 80M, armée, gendarmerie, société en USB/CW/Digimodes                                                   |
| 3 566             | Radioamateurs en radiotélégraphie en Espéranto (1 $) le mercredi. (hiver : 19 h UTC et été : 18 h UTC) à 20 h locale, bande des 80 mètres en CW |
| 3 566 à 3 579     | Maritime mobile. Radioamateurs bande des 80 m, armée, gendarmerie, société en USB/CW/Digimodes                                                  |
| 3 579             | DKØWCY: prévision de propagation, information activité solaire, aurore, divers... P:30 W en Digimodes/CW                                        |
| 3 579,5           | Fréquence populaire pour la chasse au renard et radiogoniométrie sportive en CW/AM                                                              |
| 3 579 à 3 580     | Maritime mobile. Radioamateurs bande des 80 m, armée, gendarmerie, société en USB/CW/Digimodes                                                  |
| 3 580 à 3 590     | Maritime mobile. Radioamateurs en digimodes automatiques, armée, gendarmerie, société en USB/CW/Digimodes                                       |
| 3 590             | Canal scouts en radiotélégraphie bande des 80 m, en CW                                                                                          |
| 3 590 à 3 600     | Maritime mobile, Radioamateurs en Digimodes, armée, gendarmerie, société en USB/CW/Digimodes                                                    |
| 3 600 à 3 602     | Maritime côtier, Radioamateurs 80M, société, armée, gendarmerie, organisation en LSB/USB/CW/Digimodes                                           |
| 3 602             | Radioamateurs: 17 Charente-Maritime dimanche à 9 h 00 locale en LSB                                                                             |
| 3 602 à 3 606     | Maritime côtier, Radioamateurs 80 m, société, armée, gendarmerie, organisation en LSB/USB/CW/Digimodes                                          |
| 3 606             | Radioamateurs: 12 Aveyron dimanche à 9 h 45 locale en LSB                                                                                       |
| 3 606 à 3 614     | Maritime côtier, Radioamateurs 80M, société, armée, gendarmerie, organisation en LSB/USB/CW/Digimodes                                           |
| 3 614             | Radioamateurs: 16 Charente dimanche à 10 h locale en LSB                                                                                        |
| 3 614 à 3 620     | Maritime côtier, Radioamateurs 80M, société, armée, gendarmerie, organisation en LSB/USB/CW/Digimodes                                           |
| 3 620             | Radioamateurs: 80 SOMME dimanche à 9 h 00 locale en LSB                                                                                         |
| 3 620 à 3 621     | Radioamateurs 80M, société, armée, gendarmerie, organisation en LSB/USB/CW/Digimodes                                                            |
| 3 621             | Radioamateurs: 31 HAUTE-GARONNE dimanche à 9 h 30 locale en LSB                                                                                 |
| 3 621 à 3 624     | Maritime côtier, Radioamateurs 80M, société, armée, gendarmerie, organisation en LSB/USB/CW/Digimodes                                           |
| 3 624             | Radioamateurs: 64 HAUTES-PYRÉNÉES dimanche à 9 h 00 locale en LSB                                                                               |
| 3 624 à 3 626     | Maritime côtier, Radioamateurs 80M, société, armée, gendarmerie, organisation en LSB/USB/CW/Digimodes                                           |
| 3 626             | Radioamateurs: 26 Drôme dimanche à 9 h 00 locale et mercredi à 18 h 30 locale en LSB                                                            |
| 3 626 à 3 630     | Maritime côtier, Radioamateurs 80M, société, armée, gendarmerie, organisation en LSB/USB/CW/Digimodes                                           |
| 3 630             | Radioamateurs en voix numérique en faible puissance, bande des 80 mètres en numérique                                                           |
| 3 630 à 3 632     | Radioamateurs 80M, société, armée, gendarmerie, organisation en LSB/USB/CW/Digimodes                                                            |
| 3 632             | Canal : sécurité civile en LSB/USB/Digimodes |
| 3 632 à 3 635     | Maritime côtier. Radioamateurs 80M, société, armée, gendarmerie, organisation en LSB/USB/CW/Digimodes                                           |
| 3 635             | Radioamateurs: 35 ILLE-ET-VILAINE le dimanche à 10 h locale en LSB                                                                              |
| 3 635 à 3 636     | Maritime côtier. Radioamateurs 80M, société, armée, gendarmerie, organisation en LSB/USB/CW/Digimodes                                           |
| 3 636             | Radioamateurs: 36 Indre mercredi à 9 h locale en LSB                                                                                            |
| 3 636 à 3 640     | Maritime côtier. Radioamateurs 80M, société, armée, gendarmerie, organisation en LSB/USB/CW/Digimodes                                           |
| 3 640             | Radioamateurs: 69 Rhône dimanche à 8 h 30, 60 Oise dimanche à 9 h 30, 59 Nord mardi et vendredi à 9 h 30 en LSB                                 |
| 3 640 à 3 645     | Maritime côtier. Radioamateurs 80M, société, armée, gendarmerie, organisation en LSB/USB/CW/Digimodes                                           |
| 3 645             | Radioamateurs: 50 MANCHE le dimanche à 10 h 30 locale en LSB                                                                                    |
| 3 645 à 3 646     | Maritime côtier. Radioamateurs 80M, société, armée, gendarmerie, organisation en LSB/USB/CW/Digimodes                                           |
| 3 646             | Réseau français d’informations VHF le mercredi à 21 h locale en LSB                                                                             |
| 3646 à 3647,5     | Maritime côtier. Radioamateurs 80M, société, armée, gendarmerie, organisation en LSB/USB/CW/Digimodes                                           |
| 3647,5            | Balises en radiotélégraphie très lente en faible puissance, P: 1µw, bande des 80 mètres en CW                                                   |
| 3647,5 à 3650     | Maritime côtier. Radioamateurs 80M, société, armée, gendarmerie, organisation en LSB/USB/CW/Digimodes                                           |
| 3 650             | Radioamateurs: 47 LOT-ET-GARONNE dimanche à 9 h locale en LSB                                                                                   |
| 3 650 à 3 662     | Maritime côtier. Radioamateurs 80M, société, armée, gendarmerie, organisation en LSB/USB/CW/Digimodes                                           |
| 3 662             | Radioamateurs: 73 SAVOIE dimanche à 9 h locale en LSB                                                                                           |
| 3 662 à 3 673     | Maritime côtier. Radioamateurs 80M, société, armée, gendarmerie, organisation en LSB/USB/CW/Digimodes                                           |
| 3670              | Radioamateurs : 81 TARN dimanche à 9h30 locale en LSB                                                                                           |
| 3 673             | Ijmuiden Radio Netherlands (Pays-Bas) météo avis sur 2 182 kHz en USB                                                                           |
| 3 673 à 3 675     | Maritime côtier. Radioamateurs 80M, société, armée, gendarmerie, organisation en LSB/USB/CW/Digimodes                                           |
| 3 675             | Radioamateurs: 49 Maine-et-Loire dimanche à 9 h 30 locale Informations REF samedi à 9 h 30 locale; en LSB                                       |
| 3 675 à 3 680     | Maritime côtier. Radioamateurs 80M, société, armée, gendarmerie, organisation en LSB/USB/CW/Digimodes                                           |
| 3 680             | Radioamateurs: 57 MOSELLE dimanche à 11 h 00 locale; 56 Morbihan samedi à 11 h locale en LSB                                                    |
| 3 680 à 3 682     | Maritime côtier. Radioamateurs 80M, société, armée, gendarmerie, organisation en LSB/USB/CW/Digimodes                                           |
| 3 682             | Canal : sécurité civile en LSB/USB/Digimodes |
| 3 682 à 3 685     | Maritime côtier. Radioamateurs 80M, société, armée, gendarmerie, organisation en LSB/USB/CW/Digimodes                                           |
| 3 685             | Radioamateurs: 19 Corrèze dimanche à 8 h 45; locale 85 VENDÉE dimanche à 10 h locale en LSB                                                     |
| 3 685 à 3 690     | Maritime côtier. Radioamateurs 80M, société, armée, gendarmerie, organisation en LSB/USB/CW/Digimodes                                           |
| 3 690             | Fréquence internationale d’appel en radiotéléphonie en faible puissance en LSB                                                                  |
| 3 690 à 3 695     | Maritime côtier. Radioamateurs 80M, société, armée, gendarmerie, organisation en LSB/USB/CW/Digimodes                                           |
| 3 695             | Radioamateurs: 14 CALVADOS dimanche à 9 h 30 locale en LSB                                                                                      |
| 3 695 à 3 700     | Maritime côtier. Radioamateurs 80M, société, armée, gendarmerie, organisation en LSB/USB/CW/Digimodes                                           |
| 3 700             | Radioamateurs: 21 CÔTE D’OR dimanche à 10 h locale en LSB et météo Martinique à 0 h 03 1er juillet au 31 octobre en USB                         |
| 3 700 à 3 715     | Maritime côtier. Radioamateurs 80M, société, armée, gendarmerie, organisation en LSB/USB/CW/Digimodes                                           |
| 3 715             | Radioamateurs: 05 Hautes-Alpes dimanche à 9 h locale en LSB                                                                                     |
| 3 715 à 3 730     | Maritime côtier, Radioamateurs 80M, société, armée, gendarmerie, organisation en LSB/USB/CW/Digimodes                                           |
| 3 730 à 3 735     | Maritime côtier, Radioamateurs 80M, société, armée, gendarmerie, organisation en SSTV/Fax/USB/CW                                                |
| 3 735             | Fréquence internationale d’appel en image en SSTV/Fax                                                                                           |
| 3 735 à 3 740     | Maritime côtier, Radioamateurs 80M, société, armée, gendarmerie, organisation en SSTV/Fax/USB/CW                                                |
| 3 740             | Canal scouts en LSB |
| 3 740 à 3 750     | Maritime côtier, Radioamateurs 80M, société, armée, gendarmerie, organisation en LSB/USB/CW/Digimodes                                           |
| 3 750             | Radioamateurs: 06 Alpes-Maritimes dimanche à 9 h 30 locale; 27—dimanche à 10 h locale en LSB                                                    |
| 3 750 à 3 755     | Maritime côtier, Radioamateurs 80M, société, armée, gendarmerie, organisation en LSB/USB/CW/Digimodes                                           |
| 3 755             | Fréquence préférentielles pour le trafic IOTA en radiotéléphonie, bande des 80 mètres en LSB                                                    |
| 3 755 à 3 760     | Maritime côtier, Radioamateurs 80M, société, armée, gendarmerie, organisation en LSB/USB/CW/Digimodes                                           |
| 3 760             | Canal « Emergence Center of Activity » Communication d’urgence de catastrophe. Radioamateurs 38 ISÈRE: dimanche à 9 h locale en LSB             |
| 3 760 à 3 765     | Maritime côtier, Radioamateurs 80M, société, armée, gendarmerie, organisation en LSB/USB/CW/Digimodes                                           |
| 3 765             | Radioamateurs: 65 Hautes-Pyrénées dimanche à 11 h 00 locale en LSB                                                                              |
| 3 765 à 3 775     | Maritime côtier, Radioamateurs 80M, société, armée, gendarmerie, organisation en LSB/USB/CW/Digimodes                                           |
| 3 775             | Centres de coordination de sauvetage en USB |
| 3 775 à 3 800     | Maritime côtier, radioamateurs en liaisons intercontinentales, société, armée, organisation en LSB/USB                                          |

## Les antennes

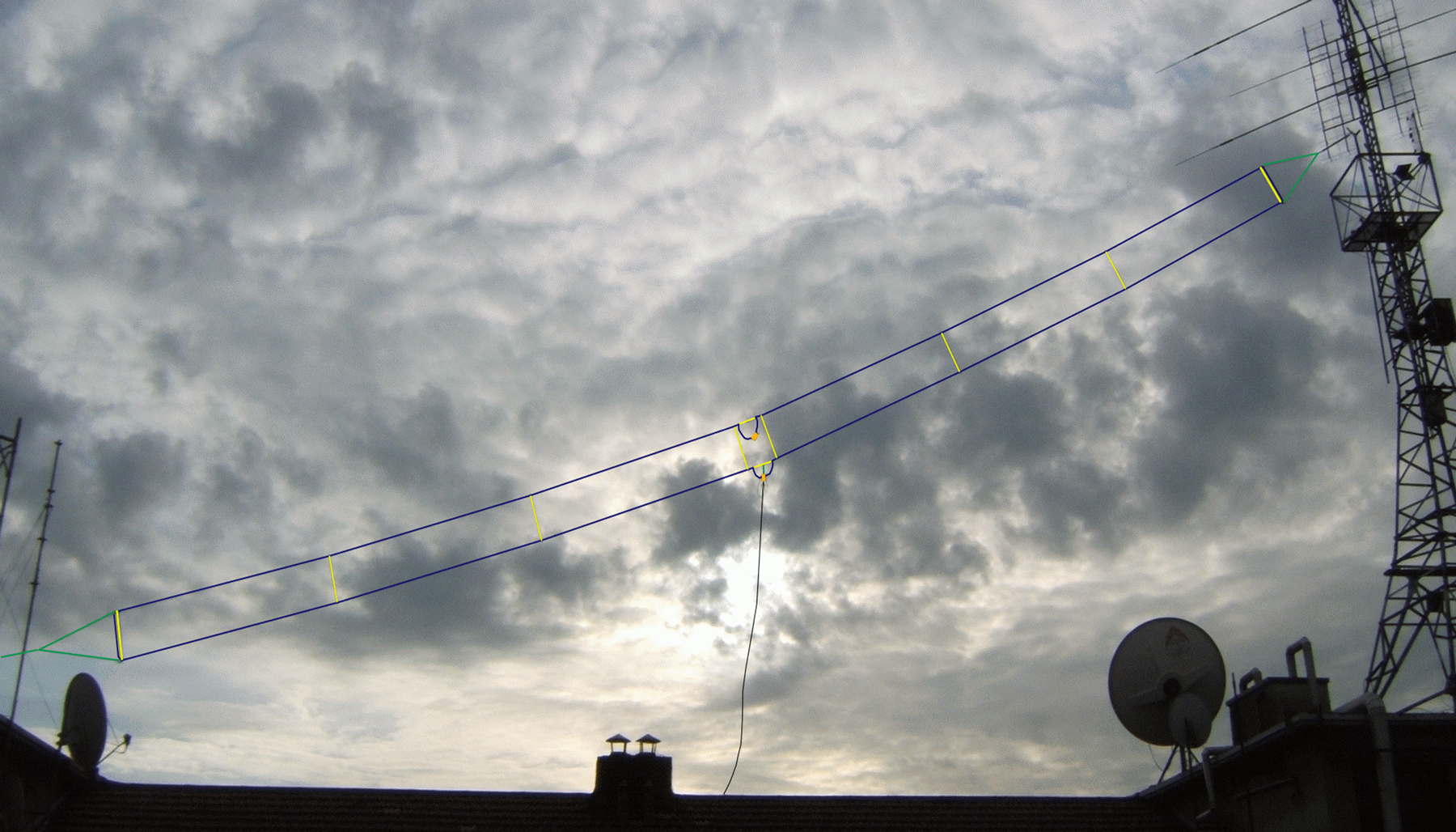
Antenne apériodique (W3HH) (T2FD).

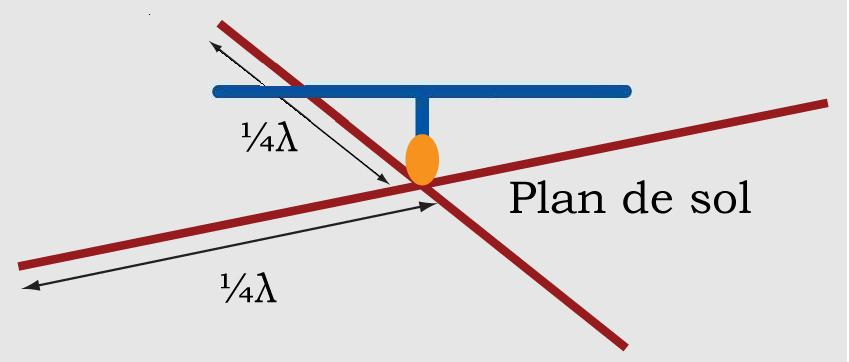
Antenne en T (de couleur bleue) sur un plan de sol en 4 radiants (de couleur rouge).

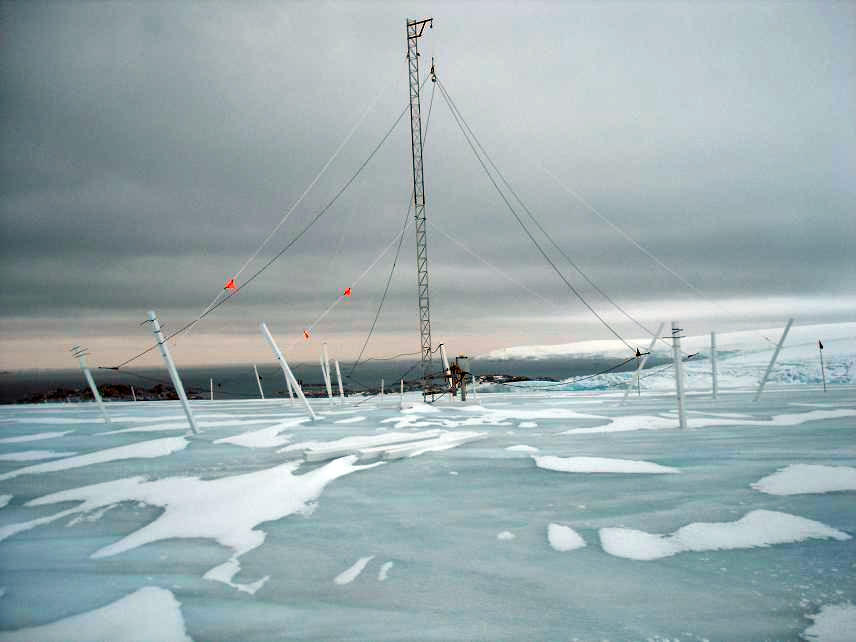
Antenne parapluie.

Les antennes les plus utilisées sur cette bande :
- Antenne fouet à capacité terminale
- Antenne fouet hélicoïdale
- Antenne fouet à bobine
- Antenne dipolaire ou dipôle
- l’antenne Conrad-Windom
- l’antenne Levy
- l’antenne Zeppelin
- l’antenne delta-loop horizontale.
- Antenne G5RV
- Antenne cadre
- l’antenne en "L"
- Antenne dipolaire en « V » inversé demi-onde
- l’antenne apériodique (W3HH) (T2FD)
- l’antenne long-fil
- Antenne en T
- l’antenne Beverage
- l’antenne Sloper
- l’antenne a deux éléments déphasés
- l’antenne NVIS
- Antenne fouet cerf-volant
- L'antenne radioélectrique pour être efficaces est longue d'une demi-onde (de plusieurs dizaines de mètres) peut être soutenue par un cerf-volant porte antenne de type stationnaire ou par un ballon porte antenne[5] pour la réception des ondes radioélectriques.

## La propagation sur la bande 80 M
La propagation sur 80 mètres se produit par trois mécanismes entièrement distincts et différents:
- L'onde de sol.
- L'onde d’espace avec un rayonnement afin d'attaquer l'ionosphère le plus loin possible (pour le contact longue distance).
- L'onde d’espace avec un rayonnement quasi vertical en direction du ciel NVIS (pour les communications locales et régionale).

### Onde de sol

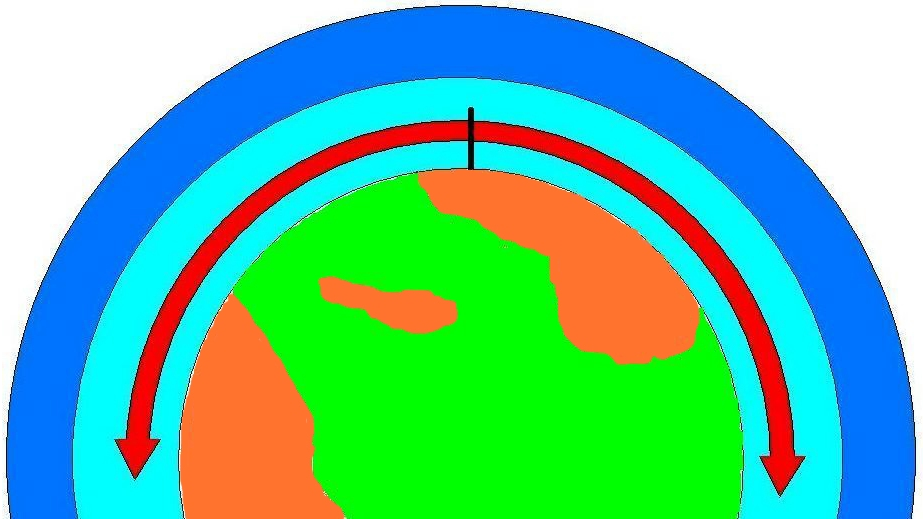
La propagation par l'onde de sol sur la surface de la Terre.

Les ondes de sol comme leur nom l’indique, voyagent à la surface de la Terre (entre le sol et la couche ionisée D de l’atmosphère). L'onde se propage régulièrement le jour et avec un renforcement la nuit.
L'atténuation de l’énergie de l’onde de sol est en fonction du carré de la distance, sans tenir compte de la courbure de la terre sur une base kilomètres/watts1 $ exponentielle par l'Établissement de l'équation de propagation à partir des équations de Maxwell.
Tableau des affaiblissements radio en dB en fonction de la distance
| Distance entre l’émetteur et le récepteur | 1 km  | 10 km | 100 km | 1 000 km |
| ----------------------------------------- | ----- | ----- | ------ | -------- |
| Affaiblissement de l'onde radio en dB     | 43 dB | 63 dB | 83 dB  | 103 dB   |

Portée de l'onde de sol en fonction de la puissance rayonnée sur la longueur d'onde de 80 mètres
| Puissance rayonnée | Portée de l'onde de sol |
| ------------------ | ----------------------- |
| 0,1 W              | 10 km                   |
| 1 W                | 15 km                   |
| 10 W               | 35 km                   |
| 100 W              | 75 km                   |
| 1 000 W            | 150 km                  |

### Onde d’espace pour le contact longue distance

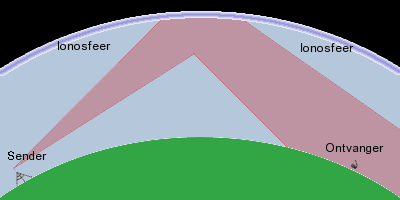
La propagation par onde réfléchie entre ciel et terre.

- Le contact longue distance où l'on recherche l'angle de rayonnement de l'antenne bas, afin d'attaquer l'ionosphère le plus loin possible et obtenir une propagation loin de son point d'origine.
- Le contact longue distance n’est possible que lorsqu’il fait nuit entre le lieu d’émission et de réception:

1. Radiocommunication avec une station située à l'Est est peu avant le crépuscule jusqu'à quelques heures avant l'aube.
2. Radiocommunication avec une station située à l'Ouest est entre les heures tardives de la soirée et l'aube.
3. Radiocommunication avec une station située au Nord et au Sud est à tout moment pendant les heures de nuit.

- De plus on rencontre en partant de l’émetteur une zone de réception par onde de sol, une zone de silence, une zone de réception indirecte, une zone de silence, une zone de réception indirecte, une zone de silence et ainsi de suite. L’énergie radiofréquence est réfléchie par les couches de l'ionosphère. Ces réflexions successives entre le sol ou la mer et les couches de l'ionosphère permette des liaisons radiotélégraphique intercontinentales nocturnes.

Cliquer sur le lien et visualisez la nuit sur la zone de la terre en temps réel
Dans le ciel, le matin ou le soir quand la terre entre ou sort de la nuit est appelé ligne grise (ou Grey line en anglais) c'est le moment plus favorable au DX (distance x la plus longue), une ligne grise relie un pôle a l'autre et se modifie au gré des saisons modifiant du coup la propagation la bande.

### NVIS

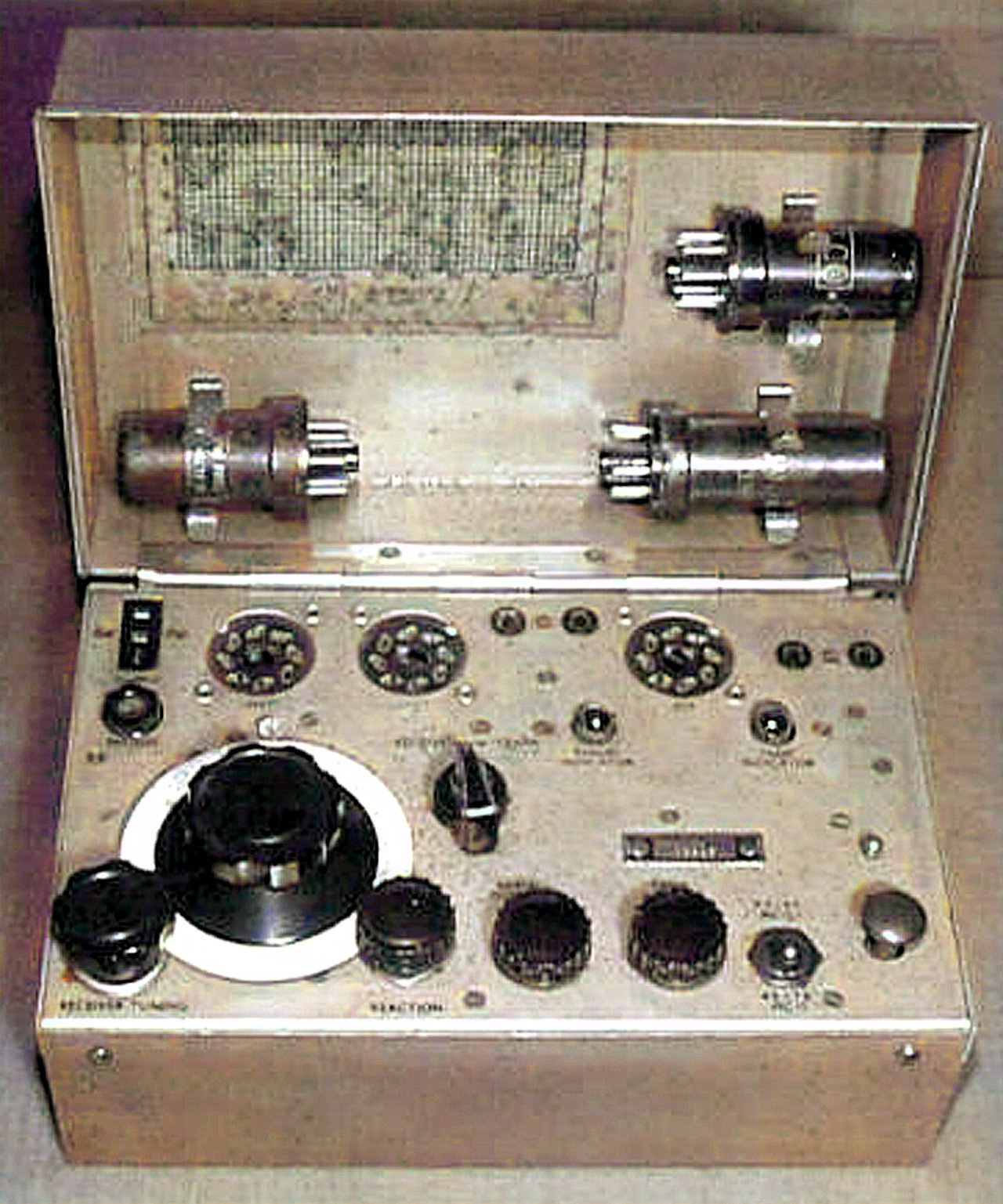
Émetteur-récepteur Paraset de 3.0 MHz à 7.6 MHz, puissance de sortie: 4 watts à 5 watts

- Le NVIS est utilisé pour établir un réseau radio dans la bande 80 M, en communications locales et régionale à l’intérieur d’une zone de 240 km environ autour de l'émetteur. Ce mode de propagation permet en zone de forts reliefs de remplacer un réseau VHF.
- Le concept vise à rayonner le maximum d'énergie verticalement, à une fréquence inférieure à la fréquence critique de réflexion de l'ionosphère, afin d'obtenir une reflexion maximale vers la zone à couvrir.
- Les radiocommunications en rayonnement NVIS ne présentent donc pas de distance de saut (sans zone de silence).

### La ligne grise

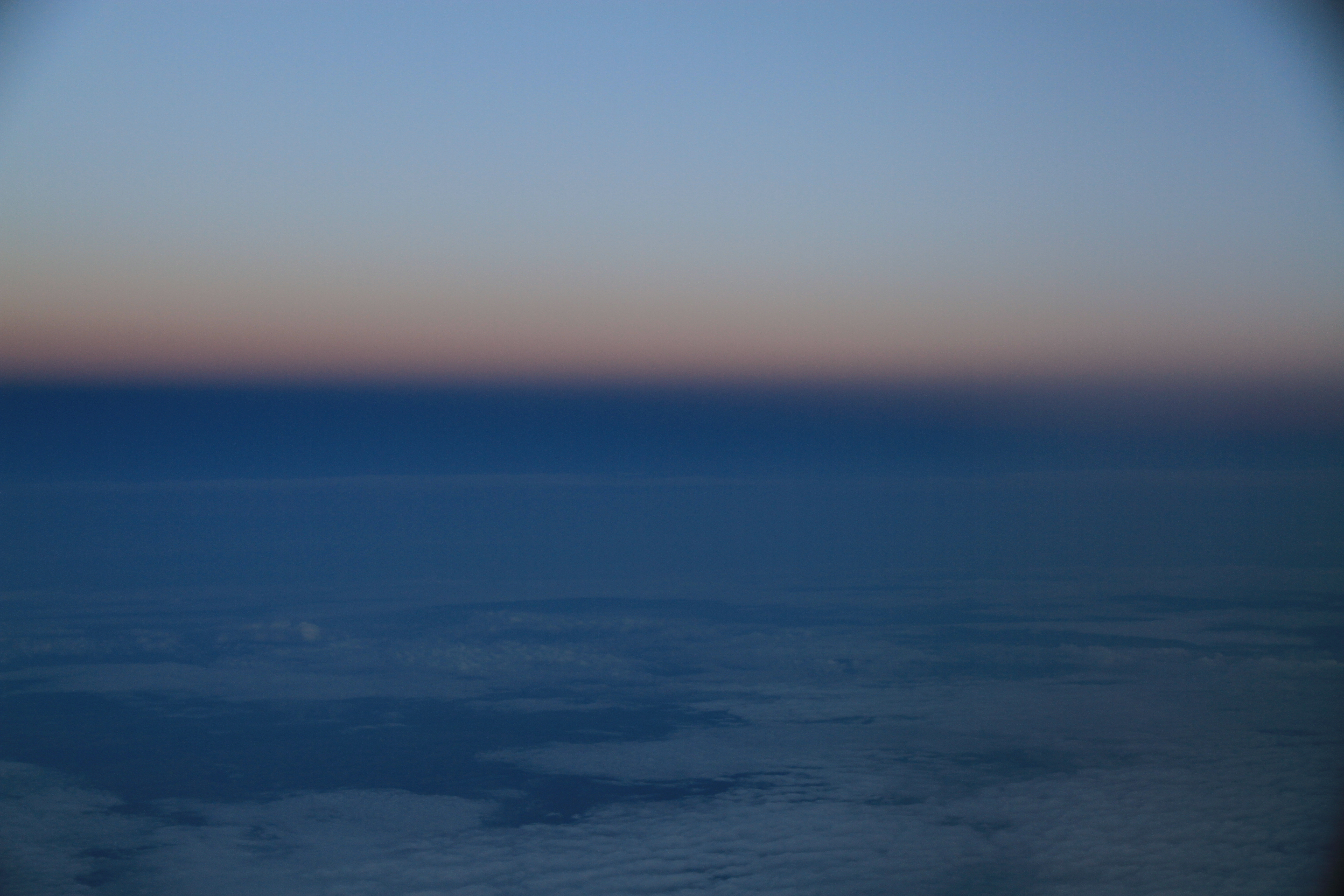
Ligne grise (ou Grey line en anglais).

- Le matin ou le soir quand la terre entre ou sort de la nuit, une zone entre le ciel bleu en jour et le ciel transparent de la nuit est appelé ligne grise ou Grey line en anglais, c'est le moment plus favorable pour les radiocommunications à longue distance. La ligne grise se modifie au gré des saisons modifiant du coup la propagation à longue distance de cette bande, cela pour une durée de 30 minutes.

Cliquer sur le lien et visualisez la ligne grise en temps réel
Pour obtenir la carte actualisée de la Terre.

## Radiogoniométrie

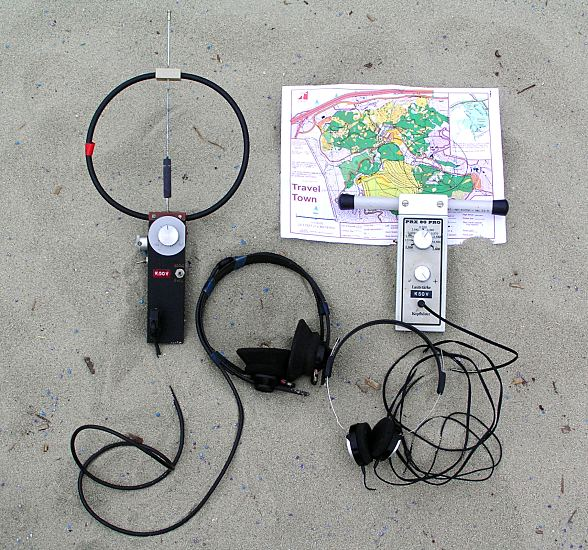
Antenne cadre 3.5 MHz, récepteur, et des accessoires utilisés dans la radiogoniomètrie.

La radiogoniométrie sportive également appelée « chasse au renard » est une course d'orientation chronométrée qui combine à la fois les techniques de la radio-localisation, l'utilisation de cartes topographiques et l'usage d'une boussole. Il s'agit de trouver des balises radioélectriques à l'aide d'un équipement de radiogoniométrie composé essentiellement d'un récepteur radio, d'atténuateurs et d'une antenne directive.
En radiogoniométrie sportive on utilise des fréquences radios dans cette bande radioamateur, ceci parce que la bande est disponible pour tous les radioécouteurs, quel que soit leur pays.